# ヨルダンの都市の一覧

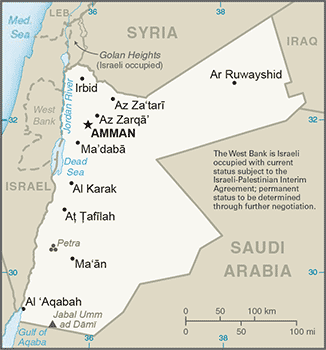
ヨルダンの地図

ヨルダンの都市の一覧。首都・最大都市はアンマン。

## 人口上位10都市(2014年)
| 順位 | 都市                   | アラビア語 | 人口      | 県         |
| ---- | ---------------------- | ---------- | --------- | ---------- |
| 1.   | アンマン               | عمان       | 4,007,526 | アンマン県 |
| 2.   | ザルカ                 | الزرقاء    | 481,300   | ザルカ県   |
| 3.   | イルビド               | إربد       | 387,760   | イルビド県 |
| 4.   | ルセイファ             | الرصيفة    | 280,000   | ザルカ県   |
| 5.   | アカバ                 | العقبة     | 188,160   | アカバ県   |
| 6.   | ワディ・アル・シール   | وادي السير | 152,000   | アンマン県 |
| 7.   | アル・クワイシマ       | القويسمة   | 135,500   | アンマン県 |
| 8.   | アル・ラムサ           | الرمثا     | 120,367   | イルビド県 |
| 9.   | ティラー・アル・アリー | تلاع العلي | 113,197   | アンマン県 |
| 10.  | サルト                 | السلط      | 88,900    | バルカ県   |

## その他の都市
- アジュルン（en:Ajlun）
- アル＝ジュバイハ（en:Al Jubayhah）
- カラク (ヨルダン)（en:Al Karak）
- ジャラシュ（en:Jerash）
- フライバト・アッ＝スーク（en:Khuraybat as Suq）
- マアーン（en:Ma'an）
- マダバ（en:Madaba）
- マフラク（en:Mafraq）
- タフィラ（en:Tafilah）
- ワーディー・アッ＝スィール（en:Wadi Al Seer）